# Aeroportul Glacier Park
Aeroportul Glacier Park (IATA: FCA, ICAO: KGPI, FAA LID: GPI) este un aeroport din Montana, Statele Unite ale Americii ce deservește zona Kalispell⁠(d). Aeroportul a fost tranzitat în 2019 de 712.908 pasageri.
Situat la o altitudine de 907 m, aeroportul dispune de 2 piste.

## Infrastructură

### Piste
Aeroportul dispune de 2 piste. Pista 02/20 are suprafața de asfalt și dimensiunile 9.007 picioare × 150 picioare. Pista 12/30 are suprafața de asfalt și dimensiunile 3.504 picioare × 75 picioare. 